# Margit Korondi
Margit Korondi (Celje, 24 giugno 1932 – Las Vegas, 6 marzo 2022) è stata una ginnasta ungherese.

## Biografia
Partecipò ai Giochi olimpici di Helsinki 1952 e di Melbourne 1956. Fu la prima campionessa olimpica alle parallele del 1952 ottenendo anche un argento agli All-Around e quattro medaglie di bronzo. Alla sua seconda olimpiade invece ottenne un oro nel concorso a squadre e un argento argento al team All-Around.

## Palmarès
Helsinki 1952
- Oro nelle parallele asimmetriche
- Argento nel concorso a squadre
- Bronzo negli attrezzi a squadre
- Bronzo nel concorso individuale
- Bronzo nel corpo libero
- Bronzo nella trave

Melbourne 1956
- Oro negli attrezzi a squadre
- Argento nel concorso a squadre